# Paoay
Paoay (Bayan ng Paoay) är en kommun i Filippinerna. Kommunen ligger på ön Luzon, och tillhör provinsen Norra Ilocos. Folkmängden uppgår till 21 745 invånare.

## Barangayer
Paoay är indelat i 31 barangayer.
| - Bacsil - Cabagoan - Cabangaran - Callaguip - Cayubog - Dolores - Laoa - Masintoc - Monte - Mumulaan - Nagbacalan | - Nalasin - Nanguyudan - Oaig-Upay-Abulao - Pambaran - Pannaratan (Pob.) - Paratong - Pasil - Salbang (Pob.) - San Agustin - San Blas (Pob.) | - San Juan - San Pedro - San Roque (Pob.) - Sangladan Pob. (Nalbuan) - Santa Rita (Pob.) - Sideg - Suba - Sungadan - Surgui - Veronica |